# Tara Lynne O'Neill
Tara Lynne O'Neill (Belfast, Irlanda del Norte; 18 de septiembre de 1975) es una actriz de teatro, televisión y cine norirlandesa.

## Primeros años
Durante su infancia fue aspirante a dentista, pero abandonó la carrera tras suspender el Certificado General de Educación Secundaria (GCSE) en Química. Fue en esta etapa estudiantil cuando se decantó por la interpretación.

## Carrera

### Cine y televisión
O'Neill empezó a trabajar como presentadora de televisión en Saturday Disney de 1993 a 1996. También fue presentadora principal de un programa de televisión para jóvenes, The Over the Wall Gang, para la BBC de Irlanda del Norte. Más tarde interpretó a Joanne Ryan en EastEnders entre el 20 de septiembre de 2002 y el 21 de agosto de 2003.
O'Neill también apareció en papeles cinematográficos como la seductora del pueblo en The Most Fertile Man in Ireland (1999), como Claire McKee en Wild About Harry (2000), o en The Fall, entre 2013 y 2016. En 2018, se unió al reparto principal de Derry Girls como Mary Quinn.
Otros de sus papeles incluyen The Informant (1997), Disco Pigs (2001), Full Circle y Omagh (2004). Tanto en esta última como en The Most Fertile Man in Ireland compartió plantel con Kathy Kiera Clarke, quien haría de su hermana, la tía Sarah, en la comedia Derry Girls.

### Teatro
Además de la televisión y el cine, a los 19 años apareció en el escenario de la Gran ópera de Belfast como Sandy en una producción del musical Grease.
En 2006, O'Neill interpretó a Rita en una producción teatral de Educando a Rita representada en el Teatro Lírico de Belfast.
En 2021 escribió y protagonizó Rough Girls, una obra sobre el fútbol femenino en Belfast ambientada entre los años 1917-1921, emitida en BBC Four en 2022.